# エルフを狩るモノたち
『エルフを狩るモノたち』（エルフをかるモノたち）は、矢上裕による日本のファンタジー漫画作品、およびそれを原作とするテレビアニメ作品。
本稿では、続編である『エルフを狩るモノたちリターンズ』および『エルフを狩るモノたち2』についても記述する。

## 概要
異世界に召喚された主人公たちが、自分の世界に帰還するために必要な「呪文のかけら」を集めるために旅を続け、各々の得意分野を活かして女性エルフの体に貼り付いている「呪文のかけら」を見つけるためにエルフを次々と脱がしていくファンタジーコメディ。
『月刊電撃コミックガオ!』（メディアワークス連載、全22巻（連載開始前の読みきり連作をまとめた『エルフを狩るモノたちDX』が1巻、連載開始以降の単行本が21巻）。基本的に1話完結の構成だが、第4巻から第5巻（第14話から第21話）にかけてドーン編を、第11巻では『ガオ!』未掲載の書き下ろしの長編を収録している。
1996年10月より本作を原作とするテレビアニメが深夜アニメとして放送され、続いて1997年10月より第2期となる『エルフを狩るモノたちII』（ - セカンド）も深夜アニメとして放送された。
2007年には続編となる『エルフを狩るモノたちリターンズ』を短期集中連載。2013年より『エルフを狩るモノたち2』を連載。全10巻。

## ストーリー
とある事件で召喚魔法の使い手、セルシア・マリクレールによって現代日本からファンタジー世界へと召喚された龍造寺淳平、小宮山愛理、井上律子の3人だったが、日本に戻るための送還呪文が儀式中の事故によって飛び散ってしまう。若い女性のエルフの肌に模様として張り付いたという5個の呪文のかけらを探すため、世界中のエルフを探し出して脱がしまくる、「エルフを狩るモノたち」の旅が始まった。

## エルフを狩るモノたちリターンズ
前述の『エルフを狩るモノたち』の続編に当たる物語。副題は「神保町カレー戦記」。2007年11月号より5号に渡り、『ガオ!』の創刊15周年（&休刊）記念企画として短期集中連載され、単行本1巻が発行された。
ストーリー
日本に還り、各々の生活に戻った淳平たち。そんなある日、カレーの街・神保町に巨大生物が出現し、街がパニックに。事件の首謀者はハイランドエルフの長・マグナ。彼女はある野望のために、召喚呪文を用いて神保町を丸ごと異世界に召喚してしまう。そして事件に巻き込まれ、神保町とともに再び異世界に召喚された淳平たち。神保町を奪い返すべく、「エルフを狩るモノたち」が再び立ち上がる。

## エルフを狩るモノたち2
前述の『エルフを狩るモノたち』・『エルフを狩るモノたちリターンズ』の続編に当たる物語。副題は「今度は妹を狩るモノたち」。無料ウェブコミック誌『COMIC メテオ』（ジー・モード）にて2013年1月30日から2018年1月10日まで連載。
ストーリー
兄という存在に憧れを抱く女子中学生の新谷麻衣は、ある日母親から巷で名を上げる格闘家の龍造寺淳平が自分の兄であることを知らされる。突然の事実に戸惑うも夢が叶ってしまった麻衣だが、そこに同級生とその兄から因縁をつけられて暴行を受け、あわや危機に陥ったところでウォーターバブル王国の女王ロッタにより、セルシアのいたファンタジー世界とは別の精霊界エルディーナへと招喚されてしまう。そしてそこには同じように招喚された憧れの兄・淳平たちの姿があった。さらに本来は招喚呪文を用いたロッタの体に刻印されるはずの送元呪文は、ロッタの装備していた腕輪(おまもり)により、花火のような発光現象として飛び散ったため、日本に還るために「呪文のかけら」を捜索しなければならなくなってしまった。住人のほとんどがエルフのこの世界で、「呪文のかけら」を見つける手がかりはロッタが兄を招喚しようとしていたことから、「妹」に当たる人物に絞り込み探し出すこと。新たに麻衣を加えた「エルフを狩るモノたち」の旅が再び始まった。

## 登場人物
「声 - 」は、アニメ版における「声優」。

### エルフを狩るモノたち
異世界に召喚され、日本に還るために必要な呪文のかけらを捜索する旅を続ける淳平たちのパーティ。近接戦闘能力に優れた淳平、頭脳派の策略家である愛理、中、遠距離を制する近代兵器マスターの律子と、異世界でも類を見ない能力の持ち主である3人で当初はエルフ狩りを続けていた。しかし捜索状況が思わしくなく、それまで淳平たちと敵対していたエルフの長・セルシアが協力を申し出た。魔法を得意とするセルシアの加入により、さらに強力なパーティと化した。エルフを脱がしていく彼らの悪名は高い（脱がし屋の組織から「神様」扱いされているほど）が、彼らと関わったことで好意を覚える者もいる。『2』では麻衣が新たにメンバーに加わっている。
龍造寺 淳平（りゅうぞうじ じゅんぺい）
声 - 関智一
19歳（無印時）。乙女座。
格闘家を目指す空手の達人。高校時代に伝説を残したと言われるその格闘能力は最強レベルで、特にかかと落としのような足技を得意とする。
後先考えずに物事を強引に進めるなど、超絶的な単細胞な男だが、それゆえに精神面では純真かつ繊細で脆い部分もある。何も考えていないがゆえに発した一言が本質を突いており、周囲を感心させることもあるが、その後に発したセリフなどで台無しにしてしまうことも多い。
決して頭は良くないものの妙に雑学が豊富な一面がある。天文学に長けており、幼いころに見たテレビの歴史番組の影響から天動説を主張していたファンタジー思想を極端に嫌っている。
一瞬でエルフを脱がす力ずくの特技の持ち主で、作中でも主だって脱がしているため、エルフからの非難が絶えず、これが「エルフを狩るモノたち」の悪名を広げる要因になっている。「呪文のかけら」を全て集めて日本に帰還した後も、『リターンズ』では長旅でのエルフ狩りの影響で耳が長ければ男でも動物でも関係なく無意識に脱がしてしまう習性がついてしまった。その反面でセルシアを始めとした女性に対して怪我を負いかねない攻撃は行わない。
日本にいたころから愛理の熱烈なファンであり、彼女に対して何かと好意的な様子を示すが愛理自身からは「出来の悪い弟」くらいにしか思われておらず、その一方では律子とセルシアの気持ちには少しも気付いていない。
カレーが大好物で、激辛でも美味しく食べる。特に神保町には欧風カレー店ボンディ（実在の店）など行きつけのカレー店が多数あり、彼にとって聖地と化している。しかしファンタジー世界にはカレーが存在しないため、これもファンタジー世界を嫌う一因となっている。
口癖は主に「空手の奥義を教えてやるぜ！」や「ファンタジーは嫌いだ！」。
日本に帰還後は格闘家としてデビューを果たす。デビュー戦から無敗のまま、2年連続で総合格闘技のグランプリでチャンピオンの座に輝いた。麻衣を助けるために訪れた過去の日本で愛理のアイドル時代に出版された写真集を手に入れ、それを持って現在へと帰還する。セルシアをマルプルに洗脳されたことで相手が敵でも女性相手に本気で殴ろうとすると無意識に寸止めにしてしまう習性を持っていることが発覚した。ソリン諸島での戦いでセルシアを洗脳された怒りから彼女が召喚した魔獣を全て一撃で倒す程の力を引き出す。「化けの皮」といった概念をも脱がす技と上述の様に巨大なモンスターをも倒す格闘能力と実力が初期から上昇している。
小宮山 愛理（こみやま あいり）
声 - 富沢美智恵
24歳（無印時）。双子座。
若くしてオスカー賞を受賞した、ハリウッドの女優。ショートカットの黒髪で、異世界では出演映画のファンタジー風の衣装で行動している。
「エルフを狩るモノたち」のリーダー的存在で、女優としての演技力と特殊メイクによる変装、明晰な頭脳を活かしたマインドコントロールなどの詐欺師的手法によってエルフを脱がしていく。観察力と洞察力は相当なもので、他人の嘘を見破ることができ、自ら吐いた嘘をうまく吐き通すことができる。
冷静沈着で普段は穏やかだが、怒らせるとしっぺ返しも容赦なく、淳平に愛用のティーカップを割られた時も笑顔で責めるなど、一番怖い人でもある。
腰に下げている剣は刀身そのものが付いていない演劇用の飾り物だが、見事な演技でそれを刃のついた本物のように見せ、さらに殺陣の経験から相手を斬り捨てたかのように思わせて騙したこともある。
日本に帰還後、二度目のオスカー賞を受賞した。麻衣が三歳だった11年前は日本でアイドルをしていた。その時に出版された写真集の存在を恥ずかしがっている。セルシア同様に「妹」である様である。マルプルの言動に違和感を覚え、彼女の懐に飛び込むために自ら契約に持ちかけて洗脳される。ロッタとその従者を斬り捨てたかの様に思わせてマルプル（とリヴァイアサン）を騙してロッタに再召喚を頼み込む。
井上 律子（いのうえ りつこ）
声 - 宮村優子
17歳（無印時）。魚座。
無印の時は女子高校生で、ポニーテールがトレードマークの少女。無印では当時高校生だったことから主に制服姿だった。『2』ではサバイバルゲームの最中に召喚されたことから、ミリタリー衣装で活動している。
自衛隊の演習を見に行くほどの軍事マニアで銃器、トラップの扱いに異常に詳しく、拳銃から戦車まであらゆる武器を使いこなす才能を持つ。一方身体は華奢で、淳平のように近接格闘に向かないため、訪ねた街の規則などで兵器を持ち歩けない場合はメンバーの中でも最も弱い状態であるため、ビルギッタに狙われた際には追い詰められている。
淳平とは日本にいたころからの友人らしく、淳平にほのかな想いを寄せてはいるのだが当の本人には全く気付かれていない。淳平が赤ん坊と化したオレノコを抱いている姿を見て彼の子供と勘違いしたりした時など、淳平が他の女性と絡むと激しい思い込みから暴走してしまうことがある。
動物好きで、彼らを守るためなら身を挺したこともある。幽霊が苦手だが、なぜかミケが幽霊であることを忘れていたり、幽体離脱（肉体交換）をしたりするのは大丈夫だったりする。
絵心があり、思いつきで描いた作品を絵本コンクールの審査委員長に評価されたり、アルバイトで小説の挿絵を描いたりしたこともあった。
日本に帰還後、大学に進学した。麻衣を恋敵(になる可能性を持った相手)として強く警戒している。
セルシア・マリクレール
声 - 三石琴乃
コモン・エルフの長にしてカーマガン地方の領主であり、天才的な能力を持つ召喚魔術師。星座は三日月座（異世界の星座）。3人を間違って異世界に召喚した本人である。送元儀式の失敗により呪文のかけらを探すためにエルフを脱がしていく淳平たちに対し、当初は彼らの行動を止めようと敵対していたが、何度も返り討ちにあった末に混乱を早く終わらせるために仲間となった。それから苦楽を共にするうちに淳平たちへの友情を抱くようになる。淳平とはいつもケンカしている間柄だが、心の奥底では恋心を抱いている。召喚魔術はもちろん他の高位の魔法も使えるなど魔術師として優れているが、その一方で非常にドジ。変身指輪や呪いによって犬やパンダ、サル、アホウドリに変身したまま元の姿に戻れなくなったことがあり、『リターンズ』ではマグナの魔法によってリーゼントヘアーのブタ（日本製カレー粉のラベルにプリントされていたキャラ）に変身させられてしまうなど、作中ではエルフの時よりも動物の姿での出番が多かった。
本編の終盤ではこれまでの功績から「召喚マスター」の称号を承ることになり、『リターンズ』ではコモンエルフの長に就任してから15年になることが明らかになった。『2』では二頭身の青い鳥に変身して戻れなくなってしまう。何年も会っていない年齢が離れた兄がいる。リヴァイアサンとの最終戦後、再び犬へと変身して元に戻れなくなる。
新谷 麻衣（しんたに まい）
14歳の中学2年生。『2』より登場した「エルフを狩るモノたち」の新メンバーで、淳平の妹。髪型はツインテールで、精霊界「エルディーナ」ではセーラー服で活動している。
母親が離婚後に生まれたため、今まで兄の淳平の存在に気づかなかったが、ある日母から兄のことを知ることになる。幼いころから「兄」という存在に憧れており、結果的にこの願いが成就したことになる。
ロッタによって精霊界「エルディーナ」に招喚され、淳平たち「エルフを狩るモノたち」と出会うことになる。淳平に自分が妹であることを告白しようとしたが、今回の「呪文のかけら」を捜索する方針が「妹を狩る」ことになったため最初はそれを隠していたものの、とある状況から自ら明かすことになるが、淳平は母親の旧姓を古谷と記憶しているので別人だと否定している。真相は時を越えて過去の彼女ら親子の前に現れた淳平と一緒に暮らしていたということであった。それを思い出して以降、開き直って血縁の有無等関係無く自分達が兄妹だと淳平に対して主張している。リヴァイアサン編後、一行の中で特技が無く非力な自分を気にしてレベルアップをしようとする。それを見かねたセルシアの協力で「お兄ちゃん起きて！」の掛け声で対象の服や果物の皮を剥ぎ取る魔法が使える様になる。
ミケ
声 - 川崎恵理子
猫の幽霊。物体に取り憑いて自由に動く能力を持つ。巨大なぬいぐるみに取り憑いて町に被害を与えてしまったことで町の人間から恨みを買っていたところで、新たに取り憑いた小さなぬいぐるみの姿で律子に拾われる。町の人間たちとの一件のあと、燃料切れを起こして動かなくなった74式戦車に取り憑いて、律子のペット兼メンバーの移動手段となる。中身は猫なので、狼のテリトリーに近づくと怯えて足がすくんだり、淳平が放り投げたマタタビを全力疾走で追いかけるなどの振る舞いを見せる。淳平達の帰還後はピチちゃんとともにセルシアの庇護下に置かれていた模様。
ピチちゃん
声 - 川上とも子
律子のペットとなったピチカートの一匹（ピチカートについては#用語を参照）。他のピチカートと区別するようにリボンが付けられている。原作ではマスコットとしての役割が強く、動物保護官のリリアの策略に巻き込まれた際には単身で山の中に向かって鳥の巣に入り込み、特訓の末に鳥の鳴き声を修得してしまった。淳平達の帰還後はミケとともにセルシアの庇護下に置かれていた模様。淳平の頭の上に乗ったり懐に収まったりする（しかも自力でそこまで登る）のもお気に入り。

### その他の人物
アネット
声 - 川上とも子
エルフの女性で、セルシアの助手。セルシアを慕っており、当初はセルシアが「世界最強の呪文」で淳平たちを倒そうとしないことに疑問を抱いていた。淳平たちに追い詰められた際（アニメでは業を煮やしてセルシアを幽閉し、淳平たちを山の上に誘い込んだ）、「世界最強の呪文」で淳平たちを倒そうとするが、それが召喚魔法であり、セルシア自身が淳平たちを召喚したことを知った挙句、淳平に脱がされてしまう。以降は淳平たちに協力的になり、呪文で召喚した日本の物の中からカレーを発見して淳平に食べさせようと用意するも、運が悪くそれが叶わなかったことが何度かあった。当初は原作の、本格連載前の読み切り連載に一度しか登場していないキャラであったが、アニメでは準レギュラーとして扱われ、その影響を受けて原作でも時折登場するようになった。『リターンズ』ではミケと共に地下からハイランドエルフの本拠地への潜入を試みたり、異世界側に保管されていた淳平たちの「当時」の服に耐熱魔法を施したものを用意するなどの活躍を見せた。
『2』での最初の登場はセルシアの妄想。リヴァイアサンに異世界に送還されたセルシアに走り寄り、彼女の頼みでミケの弾薬補充を手伝う。
エイナル
声 - 清川元夢
エルフの老人男性で、セルシアに仕える大神官。長いヒゲを伸ばしている。原作では元々名前はなかったのだが、アニメ第1期の監督の片山一良によって名付けられ、原作にも反映された。名前の由来は当初の役名「老人A」から。最初は「エイビル」と表記されていた。
ビイナル
声 - 茶風林
エルフの老人男性で、セルシアに仕える大神官。ヒゲ以外は容姿がエイナルと瓜二つだが、双子なのかは不明。エイナルとは違って、長いヒゲが顎から2つに左右に分かれている。エイナル同様、アニメで初めて命名された。名前の由来は同じく役名の「老人B」から。
エミリィ
声 - 川上とも子
エルフの女性。ある海辺の町で人々に大切にされている。エミリィを狙って町を襲った海賊に捕まったところを淳平たちに助けられるが、その淳平たちに村人の前で脱がされてしまい、傷心から行方をくらましてしまう（アニメでは洞窟で暮らしており、脱がされた後に入口を岩でふさいで閉じこもってしまう）。最初は現れた淳平たちを異界の魔人（アニメ版では異界の勇者）だと思っていた。
ガーベラ
声 - 山田栄子
ダークエルフの女性。山賊で、森を根城にして多数のオーガたちを従えている。好戦的な性格で、格闘が得意。巨大ゴーレムを呼び寄せることができる。セルシアが淳平たちに自分の情報を売ったと知り、街中に攻め込んできたが、淳平たちの見事な連係プレーを前に返り討ちにあい、淳平との一騎討ちでの約束通り、潔く脱いだ。最初の呪文のかけらの持ち主で、原作では胸にかけらが張り付いていたが、アニメでは目の位置に変更され、それを眼帯で隠していた。その後も淳平たちとの交流があり、『リターンズ』ではマグナに捕まったセルシアの救出に加わった。
エルウィン
天才的なナンパ師の男で、数多くの女性と付き合っていた。偶然見かけた愛理に標的を向け、様々なアプローチで自分に気を向けようとしたがうまく交わされてしまい、逆に自分が愛理に惚れてしまう。飾り言葉に頼らない自分の姿がかっこいいと愛理に言われたことでナンパ師を廃業し、その後は他のナンパ師たちを説得して転職を勧め、先輩ナンパ師のゾルバンに殴られても楯ついて、愛理をナンパの脅威から引き剥がそうとした。
ミリア
声 - 西原久美子
エルフの女性で、かつて魔物（ポリゴンでできたような姿）から町を守るため、呪われた鎧と剣を装着し魔物を退治したものの、その呪いのため鎧と剣が脱げなくなってしまい、どんなエルフでも服を脱がす「エルフを狩るモノたち」ならば対処できるだろうと救いを求めて現れた。その鎧の呪いは淳平たちの力をもってしても全く歯が立たず、両手に持つ剣、鉄をも斬るアーマーキラーの危険も相まって願いは叶わなかった。最後は祖父の持っていた秘薬「エルフが絶対裸になる薬」でようやく脱げたが、鎧に対する愛着が強かったために自らの意思で再び身にまといメンバーの前に現れることになる。その様子を愛理から「最初に会った時よりずっと似合っている」と評された。淳平たちに脱がされるもそのことを感謝した、初めての人物である。
ミリアの祖父
声 - 田の中勇
エルフの男性で、ミリアの祖父。本名は不明。呪いで鎧を脱ぐことができなくなったミリアと森の奥で暮らしていた。ミリアが呪われた夜に、淳平たちエルフを狩るモノたちの出現でミリアが救われるという予知夢を見て、それが実現した時のためにお礼の品を持っていた。しかし、それがミリアの鎧を脱がすことができる秘薬「エルフが絶対裸になる薬」だったために淳平たちの怒りを買い、淳平にバットで思いっきり殴り飛ばされた。
レベッカ
エルフの女性。セルシアとは魔法学院時代の親友でかつライバル。学院の憧れの先輩だったマックスの経営する怪物博で働いていた時にセルシアと再会し、ヒゲ犬として怪物博の見世物になってもらうことでセルシアに協力を求める。魔法が使えるが本人曰く、「上級魔法ではセルシアには及ばない」とのこと。呪文のかけらの持ち主で、マックスとの一件の後に淳平に惚れてしまい、日本に還したくないと思って呪文のかけらを保持したまま逃走したこともある（その後、ドーンに奪われたが）。キャラデザインは吉富昭仁が提供したイラストが原本。
ルファード
エルフの女性で、世界征服を企む邪悪な魔導師。その魔力はセルシアに匹敵する。彼女を倒すためにセルシアが使った世界最強の呪文（実は召喚魔法だった）で召喚された淳平たちに撃退された後、復讐を誓って再び淳平たちの前に現れ、セルシアから呪文のかけら4つを奪い取るも、淳平たちに近づくために変身していた犬の姿から元に戻れなくなってしまうというドジな面があり、それが災いして建造中のゴーレム「クイダ・オーレ」を破壊してしまい、全世界に指名手配される羽目になった。「エルフを狩るモノたち」とは少なからぬ因縁を持ち、彼らに固執する様子も見られた。
元はアニメ版オリジナルのキャラクターで、アニメ第1期第6話で「エルフを狩るモノたち」が召喚された原因になった事件をセルシアが紙芝居で語った際に止め絵で登場しており、後にその設定が原作に取り入れられて登場した。
ディアル
声 - 鶴ひろみ
エルフの女性で、スケルトンの襲撃に怯える町の自警団のリーダー。非常にプライドの高い性格で、淳平たちからスケルトンを退治する代わりに脱ぐことを約束する。しかし淳平たちの活躍に焦りを覚え、愛理が持っていたポーションを奪おうとするが逆に愛理の罠にかかり、間違ったポーションを飲んで巨大化してしまい、巨大な裸身をさらされた恥ずかしさと怒りのあまり、スケルトンの親玉はおろか町をも破壊し回ってしまう。
原作では巨大化から元に戻った姿でセルシアに直訴するエルフ達の1人として描かれているが、アニメでは第1期最終話でも巨大化したままの姿で登場している。
ガリー
淳平たちが泊まった宿の料理長。淳平たちにガリーライスなる食べ物を用意した。実は12年前にホルダーという村を滅ぼしており、オーコに追い詰められた際には本性を現して返り討ちにしようとしたが、ガリーライスの味に怒りを爆発させた淳平によってボコボコに叩きのめされた。
オーコ・マキ
ホルダー村の唯一の生き残りの青年。復讐のためにガリーを追いかけていたが、食事の邪魔をされた淳平に張り倒され、逃亡したガリーを追い詰めるも逆に返り討ちに遭いかけてしまう。名前のモデルは、作者のアシスタントだった「オーコくん」ごと大古真己（おおこ まさき）から。
ランドル・バーラント
世界格闘トーナメントの覇者。鋭いローキックを武器とし、その威力は相手の足を折るほどである。魔法によって肉体を強化した男に敗れたことがきっかけで、覇者としてのプライドから自身も魔法を使用するようになったことを妹から非難されていた。淳平の噂を聞いて勝負を挑み、1度目はその時淳平が使えもしない魔法にこだわっていたこともあって勝利するが、2度目の対戦では本気になった淳平の圧倒的な格闘能力を前に敗れて目を覚まし、故郷に戻って自身を鍛え直すことになった。
エナ（エマ）・バーラント
ランドルの妹。目先の強さばかり求めるようになったランドルを倒して目を覚まさせることを淳平に頼んだ。格闘技を習得しているらしく、兄ほどの威力はないがローキックが使える。なお、名前については本編6話で自己紹介する際に「エナ」、7話で兄ランドルから呼ばれた際は「エマ」となっており、名前が出てくるシーンはこの2か所しかないため、どちらが本当でどちらが誤植かは不明。
マックス
セルシアとレベッカの学院生時代の憧れの先輩。怪物博物館を経営しており、赤字で潰れるのを回避するべくヒゲ犬姿のセルシアに狙いをつけた。端正だが、その本性は金銭にしか価値を見いだせない性悪な男だった。セルシアを資産家に売り飛ばそうとした際、同行していたレベッカを追って現れた淳平を加えた乱戦で、セルシアが召喚したドラゴンの攻撃を受けて倒された。
泉の女神さま（いずみのめがみさま）
原作第3巻の番外編に登場。泉の中に住んでおり、泉の中に物を落とした人に金か生かと問いかけて、正直者には落したものをそっくりそのまま金に変えたものをご褒美に与え、嘘をついていたら落したものを没収するのが仕事。『金の斧』の話がモチーフとなっている。泉で釣りをしていた淳平から邪魔扱いされて怒鳴られたため、エサのミミズやルアーなどを没収していき、終いには逆ギレして泉の中に潜り込んだ淳平をどうにか網の中に捕らえつつもボコボコにされる災難な目にあった。
『ガオ!』で設けられていた『エルフを狩るモノたち』の小辞典では「泉の女神さま」と呼称されており、「彼女の住む泉に淳平が来たことが女神さまの人生最大の不幸な出来事だった」とも記述されていた。
ドーン・バクストン
エルフの女性。目的のためには手段を選ばない冷酷非道な性格で、自分の部下も手駒としか見ておらず、不要になったら簡単に切り捨てる。モールドを研究し、それを操作することを可能にした人物である。人々から毛髪を集めるために「モールド・クリニック」という健康術の組織を作り、会員を増やしていく中で通常ではありえない肉体回復（切断した四肢が生えてきたり、完全失明した目に視力が回復するなど）を会員に施したりする一方で、その持ち主の人体を発火や爆発をさせる行為を繰り返していた。「星座盤」を用いてモールドの解析を行い、最終的にモールドの定理を完全解析したことで人間はおろか動物や植物までも自由にモールド操作できるようになり、目標であった世界征服を全世界に向けて宣言し、ついには世界中の生命体を支配したことを証明し、自分に逆らう者は容赦なく爆破していった。しかし、モールドはあくまでセルシア達が暮らす異世界での定理であったため、モールドが存在しない淳平たち異世界人や、異次元生物のピチ、すでに魂だけの存在となっているミケ、そしてキリカが所持していた魔法の本に閉じ込められたセルシアが操作の対象外となったため、淳平たちに反撃の糸口を与えることになってしまった。ついには、モールドを操作する星座盤と同化し、世界中の人の心を読み取る強力な力を得る。自分の前に現れた淳平たちの隙をついてセルシアを人質にし、自身にとって危険な存在である淳平たちを元の世界に戻すよう強要するが淳平たちと一緒にいたいと言うセルシアの思いを完全に支配することができず、最後には彼女に魔法で体を撃ち抜かれ消滅した。コミカルな敵役の多い本作においては珍しく、目的のためには平然と大量殺戮を行うという、非情に徹した悪役ぶりを見せている。その分、淳平に不意討ちで顔面に蹴りを入れられた挙句、世界中に裸体を晒すことになるなど、エルフを狩るモノたち側からの対応は一貫して容赦のないものであった。
なお、元々は「ドール」という名前の予定であったが、誤植により「ドーン」となってしまい、そのまま採用することになった。また、本来は作中よりはるか以前の時系列の人物で既に亡くなっていたのを、組織によって蘇生されたことが作中で僅かながら示唆されており、セルシアも蘇生前の彼女と思しき人物の名前を言いかけている。
バーツ
「格闘王」の名を持つ傭兵で、ドーンの配下。格闘家を志していたが思想と価値観の大きな相違から、師匠にやり方を厳しく戒められた末に対立・離反したことにより傭兵稼業をしている。ナイフを用いた格闘術を使用し、目的のためなら殺人も辞さない男。爆発のショックで記憶が混乱した淳平に日本の友人の斉藤と思われ、勝負を挑まれることになる。格闘能力で上回る淳平と闘っていくうちに師匠の教えを思い出し、自分の気持ちに変化が生じていく。その後意識の混乱が回復した淳平にその心の虚を突かれ敗北し、ついにはドーンを裏切り淳平達をドーンの居城へ案内する。事件後は一からやり直すため師匠の下へ戻ることを決意し、淳平たちと別れた。
キリカ
エルフの女性で、ドーンの配下。律子本人に「顔が似ている」と言われるほど容貌が類似している。幼いころに育ての親に売られたことで人を信用できなくなったが、淳平たちに捕まって魔法の本に閉じ込められた時に、ドーンの居場所を教えることを交換条件に自分を本から解放させる要求を受け入れられたことで自分の気持ちに変化が生じ、ついにはドーンを裏切ることを決意する。「人形使い」の称号を持つが、本編ではその能力は明らかにされていない。事件後は実の両親を探す旅に出る。
ティーゼン
ドーンの配下。性別や種族は不明。組織内での立場はバーツやキリカと同格のようであるが、本編中の出番は極端に少なく、セリフも無い。律子のトラップで崩れた岩の下敷きになり、療養していたところ、星座盤と同化したドーンに不要とされ、爆死した。「変幻獣」の名を持つが、最期までその能力は明かされなかった。
テオ
ドーンの配下。体に端末などを身に付け、情報を探査する。単身で調査していたところを淳平たちに捕まるが、直後にドーンによって近くにいた淳平たちを始末するために爆死させられた。
ガウ
ドーンの配下。ドーンの命令でエルフの捜索をしていたところで淳平と諍いを起こし、髪をドーンの運営するクリニックに渡した律子をダシに、集団で淳平にリンチを加えた。その直後、淳平たち異世界人がモールドを持たないことが証明され、淳平の反撃によって倒された。
シエナ
ドーンの配下。星座盤を操作するオペレータ。行方をくらましたキリカの安否を気遣う面を見せる。星座盤と同化して皆殺しさえ辞さないドーンを恐れて謀反を起こそうとしたがその考えをドーンに読まれ、爆死した。
クリア・ファーレン
美術品だけを狙う強盗集団のリーダー。「美術館経営大会」で参加チームの美術館を次々と襲い、大会最終日には「エルフを狩るモノたち」の美術館を襲撃したが愛理の策略にかかり、最後は捕まった。ちなみに脱がし屋の会長の弟のようである。
ローザ
声 - 川崎恵理子
人魚エルフの女性で、一族のリーダー的存在。人食い鮫に追い詰められたために海底神殿に隠れ、外部にSOSを送った。それを受け取って神殿に現れたセルシア達に、自分たちの裸を見せる約束で鮫退治を依頼。この依頼自体は成功に終わったが、海底神殿行きのゲートが存在していた海釣り公園が巻き添えで壊滅し、惨劇の一部を目撃したセルシアが悪夢にうなされる羽目になっている。アニメ版ではローザの仲間の人魚エルフの1人が呪文のかけらを所有していた。
プラナ
声 - 天野由梨
エルフの女性。儀式のミスによる呪いで体に異常を来たし、耳も短くなってしまい外見が人間と変わらなくなってしまった。呪いから解放させるために世界でも貴重な「祝福のドレス」を着ていたが、それに狙いをつけた脱がし屋に襲われていたところを淳平と律子に助けられてボディーガードになってもらうことになった。淳平たちがエルフを狩るモノたちと知ってからは内心で怖がっていたものの、正体がバレてしまった時に、その前にあったある一件で脱がしたエルフから責められたことでの良心の呵責から淳平が裸を見ることなく立ち去ろうとしたため、自ら脱ぐことを決意した。
脱がし屋（ぬがしや）
「脱がし不可能」と言われる衣服を脱がし、コレクションをしていくという摩訶不思議な組織。プラナの着る「祝福のドレス」を狙っていたが淳平と律子によって阻止され、究極手段として自分たちが「神様」と崇める「エルフを狩るモノたち」に協力を求めようと愛理とセルシアを連れてきたが、敵対していた淳平と律子の正体に気づき、逃げ出そうとして最後はミケの戦車砲で吹き飛ばされて降参した。
会長
声 - 松本保典
組織のトップ。ちなみに、美術館強盗のクリア・ファーレンの兄らしく、額には「兄」の字が書かれている。
ウサギ仮面
声 - 小野健一
額にウサギのお面をかけている。プラナを狙おうとしたが淳平に蹴り倒された。ちなみに原作では名前が登場せず、アニメのエンディングクレジットで「ウサギ仮面」と称された。
羊飼いのメリー
声 - 麻生智久
羊の群れを操って獲物の身動きを取れないようにして、ハサミで服を剥ぎ取るプロ。律子の銃でハサミを狙撃され、出直そうとして淳平に蹴り倒された。名前の元ネタは『メリーさんの羊』。
王様を裸にした男
声 - 吉田孝
「バカには見えない服」を持ってきたと偽ってプラナを脱がそうと目論むが、逆に淳平に脱がされて素っ裸で帰る目に遭った。キャラの元ネタは『裸の王様』。ちなみにアニメのエンディングクレジットでは「王様裸男」と称された。
北風とおひさま
顔にそれぞれ「北風」と「おひさま」のお面を付けた二人組。淳平と律子によってあっさりと玉砕する。元ネタは『北風と太陽』。
ナンシー・ナーガ
声 - 水谷優子
エルフの女性で、獣人治療の専門医。呪文のかけらの持ち主であり、そのかけらが顔面に張り付いてしまったために顔がパンダみたいになってしまい、恥ずかしさのあまり屋敷に閉じこもってしまっていた。屋敷の周囲には強力な結界が張ってあり、見た目が同じパンダ以外は誰も通さないようにしていた。呪われてパンダの姿になって訪問したセルシアにかけらの回収を求めるが、回収後の顔が恥ずかしくなるという理由で拒否されて逃げられそうになってしまうものの、穴を掘って結界を掻い潜ってきた淳平がセルシアを捕まえて呪文のかけらを回収させたことで無事に元の顔に戻ることができた。
フィーナ
エルフの女性。ホークに恋をしてしまったために、胸から炎を放射するという特異体質になってしまう。そのため、普段は耐火服を身にまとっている。彼女の火を消すために淳平はホークに変装してデートをすることになり、彼女を失恋させようとするも余りの良心の呵責から演技とはいえ冷たく振ることができずに苦悩した。その後本物のホークが現れ、本人から冷たく振られた後、怒ってホークに制裁を与えた淳平がホークになり済ましていたことを知り、今度は淳平に恋をし、耐火服も役に立たないほどの炎を全身から放射するようになってしまった。
ホーク・ダラス
警護隊に所属する男。フィーナから片想いを受けていたことを快く思わず、フィーナを冷たく振った。そのために淳平たちの怒りを買い、徹底的に制裁を受ける自業自得な目に遭った。
ブルーノ
声 - 鈴鹿千春
天文学の博士で、自身が所有する「マーサ天文台」で研究を続けながら天動説主導の異世界で天文学協会と対立してまでも地動説を訴えている。偶然にも、実在の人物であるブルーノと苗字と地動説派であることが共通している。地動説を証明することができたものの、それは淳平が思っていた答えとは異なるものであった。原作では人間の女性だが、アニメではエルフであり呪文のかけらの持ち主に設定された。
キラメス
声 - 石井康嗣
召喚魔術師の男。異世界における天動説支持者で、天文学協会からの委任を受けてブルーノの排除に向かった。召喚魔法でブルーノたちを天文台ごと葬り去ろうとしたが、目の前で証明されたブルーノの地動説があまりに予想と異なるものであることに驚愕し、手痛い目を受ける羽目になった。
オオカミ
声 - 長島雄一
異世界で存在する狼の一匹で、人間の言葉を話すことができる。動物たちを襲って村に被害を与えていた。赤ずきんのおばあちゃん（声 - 福島おりね）を襲おうとしたが、先回りしていた淳平たちにことごとく撃退されてしまう。狩人たちに狙われて危険な目に遭うが、淳平たちに助けられる。
アニメでは両親を人間に殺されたエピソードがある。原作の終盤では嫁をもらったらしく、子供を儲けた。
狩人（かりゅうど）
オオカミ退治のために村の人たちに請われてやってきた4人組で、頭をすっぽりと覆う大きなマスクを被っている。オオカミを苦しませて殺そうとするなど、かなり残酷な手段を選ぶ。正体は全員女エルフで、待ち伏せていた淳平たちに全員脱がされた。
オルガ
「ソードハンター」の名を持つ男で、好みの剣を相手を倒してまで奪い取る剣フェチ。非常に自信過剰で、剣の性能に力を見出している一方、剣を持たない相手とは闘わないというポリシーも持っている。愛理を剣士だと勘違いして勝負を求めるが、愛理の剣が偽物だったために戦えなかった欲求不満から街中で暴れまくる。そのことに責任を感じて勝負を申し出た愛理が自らの演技力を駆使したことで愛理が本物の剣を持っているように錯覚してしまい、実際は斬られることはなかったものの愛理から見事なまでの一撃を受けて敗北した。その後、淳平に勝負を申し込まれた際には愛理の考えを曲解し、愛理と同じように剣の柄のみで振舞おうとしたことで馬鹿にされたと思った淳平から怒りを買い、徹底的に叩きのめされる羽目になる。
リリア
動物保護官の女性。人間に捕まった動物たちを野生に戻すことに使命感を抱いており、律子が飼っているピチちゃんを自然界に帰そうと画策したがその目論みが外れてしまい、逆に動物の気持ちを無視した自分のやり方を恥じることになる。ウコンライスが好物。
ジュディ
臆病で、小動物にさえ怯えてしまうことから「弱虫ジュディ」とからかわれている青年。フレアから度胸をつける特訓を受けていた。フレアの勧めで噂で有名だった淳平のコスプレをすることになるが、そのためにギーラに淳平と勘違いされて暴行を受けてしまう。その後でギーラを倒した淳平に脱がされそうになったフレアを護り、淳平との再戦試合当日にはフレアと駆け落ちするという度胸のある行為に出た。
フレア
気の強い少女で、ジュディが好きなのだがそれを表に出せないツンデレ。彼を父親たちに認めてほしいことから「町一番の度胸満点男」に仕立てるべく、「臆病者改造計画」を企てる。実は亡き母親がエルフのハーフエルフであり、そのために淳平に脱がされそうになるがジュディに庇われる。淳平との再戦試合当日に、ジュディと共に駆け落ちする。
フレアの父
度胸のある男しか認めないという厳格な男。弱虫のジュディを嫌っていたが、淳平からフレアを護ったことで彼を認めた。
ギーラ
無敗を誇るストリートファイターの男。淳平の噂を聞いて街中で暴れ回り、淳平の恰好をしていたジュディを間違って殴り倒すも、直後に現れた本物の淳平により、圧倒的な強さをもって打ち倒された。
汚れ落としの女神様（よごれおとしのめがみさま）
洗浄都市シャボンで月に1度現れる存在で、汚れにまみれた者から独断で1名を選んで綺麗にする。洗浄不可なペンキを体中に塗られてしまったセルシアが選ばれるものの、なぜかセルシアの呪文のかけらを汚れと思い、それだけをセルシアから引き剥がして飛ばして勝手に消えてしまった。
ゴリラ
とある村を壊し続けた巨大な動物。村を訪ねた淳平たちを森の中に連れて帰る。村の人間たちの前では凶暴な振る舞いを見せていたが、彼らが過剰に森林を削って農地にしていることに心を痛めており、互いに対話することを望んでいた。しかし、それまでの振る舞い故にその思いは村の住民たちに気付かれず、さらに彼らが持ち出した砲台で撃たれ、それに憤ったセルシアが魔法で村人たちを攻撃しようとするのを身を呈して止めた。そのことから、その後は村人たちと和解し良好な関係を築いており、現在は破壊活動の動機を知ることができた彼らと共に、森林再生に尽力している。
ミューラー・ノイマン
様々なイベントで実況を担当している女性で、作中では優勝賞品としてエルフの女性を100人も自由に脱がす権利が与えられる「巨大オブジェ制作大会」や「世界花火大会」、負けた側が裸になるという「エルフを狩るモノたち対エルフルズ」の野球試合を担当している。
道標の精霊（みちしるべのせいれい）
十字路で道案内をする精霊で、容姿は小柄な中年親父。十字路から外に出られない立場のため、その鬱憤を晴らしたくて旅人たちに嘘の方向を教え続けていたところで淳平たちに出会う。外の世界へ自由を満喫しようと目論み、淳平に身代わりになってもらって外に出ることに成功するのだが、あちこちで災難な目に遭い、自らの本分に気付くことになった。
元ネタは連載当時に人気だった、某電子機器メーカーのマスコットなのだが、著作権に抵触しないようにとアレンジし過ぎてかつてハゲ面・ビン底メガネ・チョビヒゲをトレードマークにしていた人気芸人そっくりになってしまい、その人物と誤認された上に編集部で問題となっている。
ティアラ・ベイク
エルフの女性で、新聞記者。「エルフを狩るモノたち」の悪評を広めるために、魔法のピアスで耳を短くして人間になり済まして淳平たちに近付き、エルフの国に同行した。隕石衝突に怯える国に、エルフ狩りを保留して手伝いを買って出る淳平たちの姿に疑問を抱きながらも、ついには自分の考えを改め、自ら裸になった。しかし、エルフであることを明かす前だったため淳平達にはしっかりと見られておらず、後日改めて脱がされる羽目になった。
リリー
エルフの女性で、エルフの国の女王。独自の軌道計算による隕石衝突の危機に怯え、それを回避するための儀式を準備していた。無事に儀式が終了するも不慣れな儀式のために、自分たちが気付かぬうちに地球が壊滅の危機に陥る事態を引き起こしてしまった。
山田 一郎（やまだ いちろう）
淳平が日本にいた時の、空手の試合での対戦相手。淳平の回想では少なくとも3度は対戦しており、そのどれも地震や観客の乱入などのハプニングもあって敗戦し、淳平にとっても後味の悪い勝利結果だったようである。
マリナ・ラッセル
ジャム職人の16歳の少女。片想いの相手に告白する勇気がなく、客の女性の話をヒントに「熱い眼差し」ができる魔法のジャムを開発しようとするが、何かの手違いで目からビームが飛び出る物騒なジャムが出来上がってしまう。それを間違ってセルシアに売ってしまい、食べた淳平たちから発せられたビームで町中が混乱してしまう。
ネイロス
除霊師の男。見習い時代は自信過剰で世間知らずと傲慢だったが悪魔祓いでの自分のミスで師匠を失い、自身も重傷を負って間もなく死亡した。その時の悔恨から魂だけが現世に残り、真剣に生きることを知った。強引にミケを成仏させたことで律子から非難されるが、ミケを引き連れて現世に現れた師匠と再会し、共にこの世から消えていった。
バーネル
除霊師でネイロスの師匠。悪魔祓いに失敗したネイロスを庇い、悪魔と刺し違えて死亡。ネイロスに強引に成仏されてこの世に戻りたがっていたミケを連れて現世に現れ、死して初めて真剣に生きられるようなったネイロスの苦悩と悔恨を理解しており、彼を優しく諭した直後、共に成仏して逝った。
ケイト
エルフの女性。なぜか自分に関わろうとした人間は不運な災難に襲われるという呪いの体質を持ち、異性からのキスで呪いが解けると思って淳平に依頼した。数々の災難に見舞われながらもケイトに近づいて服を脱がした淳平が気を失って倒れる際に事故でキスをしてしまい、そのおかげで呪いから解放されることになった。
アン・デルッセン
エルフの女性で、マッチ屋の娘。キャラクターのモデルは『マッチ売りの少女』、名前はアンデルセンから。童話の通り、街中でマッチを売り回っているが、貧しくも家族と普通に暮らしているなど決して悲劇的ではない。しかし童話に感動してしまったセルシアに振り回された揚句、淳平に脱がされる悲惨な目に遭った。
デイジー
花火職人の女性で、「世界花火大会」のスポンサー探しに苦労していたところで淳平たちと出会った。花火制作に対する甘えから恋人のベルトーレと行き違いになり、名誉挽回のために大会で結果を残すことを目標にしていた。淳平たちの協力もあって花火を完成させるものの、大会当日に会ったスタッフの一人がエルフの女性で、その際のトラブルから花火が爆破する事故が起きてしまう。しかし呪文のかけらを全部揃えたセルシアの好意で、呪文のかけらを花火のように美しく散らせた。その後、ベルトーレとよりを戻す。
ベルトーレ
デイジーの恋人で、用心棒の男。デイジーの仕事に役立つよう、仕事の報酬を渡したりもした。花火制作に甘えが出て大会に間に合わなかったデイジーに失望し、しばらく行き違いになっていたが、大会の後でデイジーと再会してよりを戻す。
カギタマーヤ
「世界花火大会」の出場者の1人。いかつい風貌で粗野な振る舞いだが、実は心優しいという大男。大会ではデイジーの次の番であり、デイジーの花火の爆破によるトラブルにより繰り上がりで出番が回ってきたところを、自分の背中の呪文のかけらを花火の代わりに飛び散らせようとするセルシアに割り込まれて小競り合いを起こし、理不尽にも淳平に殴り倒されてしまう。
ウインディー
エルフの女性。外洋にある孤島でアホウドリのミライと暮らしていた。羽毛採集の作業員だったがアホウドリの絶滅の危機を知って、唯一残った卵を他の作業員たちの目から隠し、島に一人残ってから生まれたミライを育てていた。呪文のかけらの持ち主。
ミライ
絶滅の危機だったアホウドリの、世界最後の一羽。ウィンディーに保護されて育てられた。飛ぼうとして失敗し、その時に衝突してしまったセルシアの怒りを買って体中に落書きをされてしまった。実はミライ以外にもアホウドリは残っており、捜索劇の末に多くの仲間たちと共にいるところを発見される。
ビルギッタ
エルフの女性。広大な森の中で生活しており、格闘技に長けている。追撃のプロであり、足跡から標的の動きを推測することができる。街の規則で兵器を所持していない丸腰の律子を狙い、彼女を追い詰めていく。しかし、自分のことを顧みずに動物たちを助けていく律子の姿に疑問を持ち、興味を持つようになる。最後にはボロボロの状態でありながらも熊から子猫を救おうとした律子のことを認めた。呪文のかけらの持ち主である。
ゲイル
魔女によって象のような化け物の姿にされた人物で、エルフの捜索中だった愛理と知り合う。（自分のために）誰かが涙を流してくれれば呪いが解けるらしく、愛理に協力してもらうことになるがその効果がなく、それが愛理の女優魂に火をつけてしまう。その正体はエルフの女性で、呪文のかけらの持ち主。セルシアのように呪文のかけらが障害となって人間の姿に戻れないことが発覚し、化け物の容姿や男性的な口調のために愛理も勘違いしてしまっていた。呪文のかけらは無事に回収されたが、ゲイルの真の姿は明らかにされていない。
エクシー・メサ
エルフの女性で、異世界におけるヒーロー物の主人公である「パワードナイト」の役を演じていた。「パワードナイト」が好きな子供たちが発端となって街にいた傭兵たちからリンチを受けてしまったところを、同じように「パワードナイト」の姿に変装した淳平に助けられた。呪文のかけらの持ち主。
パワードナイト
「パワードナイト」という物語の設定上の主人公で、作中では黒縁眼鏡が特徴である世を忍ぶ仮の姿で登場。何故か僅かな間だけ実体化しており、暴走してパワードナイトのスーツを着ようと思い立った淳平に予備のスーツの保管場所（その建物には存在しないはずの地下倉庫）を教えた。これが功を奏して淳平がエクシーに変わりパワードナイトとして傭兵たちを成敗したことで、二人は子供たちの夢を守ることに成功する。その後、エクシーとの会話とその時の流れで見せられた絵本のとある箇所から淳平は、彼が『本物の』パワードナイトであったことに気付いた。
ゾルバン
ナンパ師グループのリーダー格で、エルウィンの先輩にあたる人物。ナンパ師として並々ならぬプライドと徹底した考えを持ち、女性をナンパの対象としか見ていない最低な男である。ナンパをやめるよう進言したエルウィンに容赦ない鉄拳制裁を加えた後、彼が裏切るきっかけとなった愛理をモノにしようとしたが、逆に愛理の罠に嵌り、前話で薬によりオカマ化していた淳平を誤ってナンパしてしまう。ナンパ師としてのプライドからその場では断ることが出来ず、適当に付き合ってからフろうとしていたが、そのタイミングすら掴めず徹底的に振り回され、財布が空になるまで奢らされた挙句、突如元に戻った淳平によって殴り飛ばされた。
エルフルズ
女性エルフのみで構成された野球チーム。淳平たちと「負けたほうが全員脱ぐ」というルールで勝負することになり、敗戦した。
ムーア
メガネ屋の男。オセロが得意。商売のために白い柔らか巻紙を廃絶しようと目論み、特殊な魔力を持つオセロ盤を用いてピチカートを石の代わりにして対戦のたびに白いピチカートを黒い姿にしていた。しかし愛理に圧倒的なまでに負けて、精神的に追い詰められるあまり髪まで真っ白になってしまう。
アレックス / エレナ / ショーン
戦士の青年アレックス、魔法使いの少女エレナ、盗賊の青年ショーンで構成された初心者の冒険者パーティ。地下迷宮に挑もうとするも不安ばかりが先走っていた。話を聞いていた愛理にリーダーとして協力を頼むのだが、愛理は淳平を推薦する。淳平の強引なやり方に振り回され、迷宮内のゴーレムに追い詰められる目に遭うが、やがて自分たちに足りなかったものが精神力であることに気付いてゴーレムに立ち向かい、ボロボロになりながらも初めての冒険を成功に収めた。
オレノコ
エルフの女性。ある時期に裸になると赤ん坊に戻ってしまうという特異体質の持ち主で、話を無視した淳平に無理やり脱がされて赤ん坊になってしまう。その責任から彼女の面倒をみることになってしまった淳平は赤ん坊の世話に加え、律子の誤解による襲撃を受けるなど苦労する羽目になる。その影響から、淳平はエルフを「服を破かないで」脱がすようになった。
長尾（ながお）
淳平の日本にいた時の友人で、力士希望。身長が6mm足りないことで検査を受かることができずに悩んでいた。異世界で彼の姿とよく似た「丘」があり、あと6m高くなければ「山」と認定されないために淳平たちはこの丘を山にしようと行動した。
レジーナ
王立測量協会の測量士の女性。長尾とよく似た丘の測量の際に淳平たちと出会った。なお、アニメ版でも同名のキャラが登場するが全く関係のない別人である。
メルティ / ジーナ
エルフの女性の2人組。コンビでのチームワークには自信があるらしい。愛理に一度は脱がされるものの運が悪いことに、「エルフを狩るモノたち」が淳平の提案で「解散」という名目で4人バラバラに行動していたために他のメンバーにはすでに脱がされた後だとは信じてもらえず、計4度も脱がされるという不運な目に遭った。
アンジェ
エルフの女性。人間の血が濃いためにエルフでありながら耳が短いため、その外面を気にして故郷でのエルフたちとの生活に居心地の悪さを感じ、故郷を離れて人間になり済まして生活するようになった。たまたま拾ったパズルのかけらが淳平たちのものであり、淳平たちがやりかけのパズルに必死だったことを知らないまま、自分がエルフだとバレたと思い込んで追いかけられることになった。そしてそのパズルの絵が淳平たちの故郷である日本を表しているものであることを知り、自ら脱ぐことを決意した。ルファードに呪文のかけらを4つ奪われていることを除けば、事実上の最後の呪文のかけらの持ち主である。
マグナ
ハイランドエルフの女性。一族の長で、信頼は篤い。セルシアが過去に援助で送った食料の中から見つけたカレーに魔力があることに気付き、拾った召喚呪文の書を使って神保町を召喚する。街中から集めたカレーを用いた破壊的な攻撃魔法を編み出し、他国に援助制裁の解除を要求した。
キング
ハイランドエルフの男性。好戦的な性格。日本に潜り込んで、神保町を召喚させるために巨大生物のレオンと共に街から人々を追っ払った。両腕を獣のように変化させ、より攻撃的な姿となる。作品内において、初めて脱がされた男性エルフである。2度に渡り淳平に「脱がされた後で攻撃を食らう」パターンで敗れたため、3度目は事前に脱ぐという予防策を講じたが戦闘直前、それも淳平の目の前で実行しようとしたのが裏目に出てしまい、悲痛な絶叫と共に放たれたキックで返り討ちにあい、さらに追い打ちとお礼参りを兼ねた愛理の逆襲により遂に倒れた。
ルルカ
ハイランドエルフの女性。マグナたちの略奪行為に疑問を覚え、偶然出会った淳平たちにマグナを止めることを頼んだ。

### 精霊界エルディーナでの人物
ロッタ
精霊界エルディーナに存在する「ウォーターバブル王国」の現女王であるエルフの女性。通称「残念女王」。自身の兄に助けを求める目的で唱えた召喚魔法で「エルフを狩るモノたち」をエルディーナに召喚した。初期のセルシアよりも淳平達に協力的である。
ロッタの兄
「ウォーターバブル王国」の先代国王で幾多の国難を救った英雄。妹の家来曰く「残念な顔」。国王という立場に飽き、旅に出た。ロッタが侍女と恋仲だと思い込んでいる。ロッタに噛み付こうとしたリヴァイアサンを蹴り飛ばして彼女を救っている。
リイド
淳平に眼前で妹「ソシエ」を裸にされ、彼に仕返しに来たエルフの女剣士。淳平が妹エルフを裸にするに連れて自分と同じ「姉」を仲間に加えて「姉連合」を組織する。だが、仲間が100人となった時にトロールに襲われる。其処を淳平に命懸けで助けられ、それを恩に着せずにボロボロの姿で自分達に戦いを促す淳平に惚れ込み「兄貴」と呼ぶようになる。
ティルティル、ミティル
幸せの青い鳥を探す兄妹。妹のミティルは背中に呪文のかけらを持っている。セルシアの召喚魔法で大量の青い鳥を手に入れる。
鉄壁都市の市長
妹嫌いのエルフの青年。自身の妹「リステル」を始めとした鉄壁都市で生まれた妹を追放した。城壁を登って自分の所まで辿り着けば市長の座を譲るという勝負をリステルをリーダーとした妹軍団に持ちかけ、彼女らに弾圧を加えている。その姿から麻衣や愛理の怒りを買う。愛理が変装したアリプ市長のシャルキーの色香に負け、鉄壁都市全体を「妹」にしてしまう。自身の発言から自分のことを快く思っていない淳平達に城壁を剥ぎ取られてしまう。
リステル
市長の妹で鉄壁都市から追放された妹エルフのリーダー。虎柄のビキニを着用している。妹嫌いの兄に仲間と共に迫害されているが、彼を慕っており、ルールを守って鉄壁都市に戻るために戦っている。
イアン
思った瞬間、思った場所に出現させて自在に敵を攻撃出来る「思念体」という能力を持ったエルフの男性。格闘の学校で落ち零れだったが、何者かと「妹エルフを脱がして裸を点検する」と「他人を思う気持ちを捨てる」という契約を交わし、「思念体」の能力を手に入れると同時に何者かに洗脳される。
自身の妹を襲っている場面に現れた麻衣を襲い、彼女に瀕死の重傷を負わせる。その後、過去から戻った淳平と戦うも彼の敵ではなく、叩きのめされた末に踵落としで沈められる。蘇った麻衣を人質に取るも麻衣の淳平直伝の金的へのパンチから胸倉を掴んでの頭突きという連続攻撃を喰らったことで洗脳が解ける。後に己を鍛え上げ、リヴァイアサンに立ち向かう。
イアンの妹
格闘家であるエルフの女性。「他人を思う気持ち」を奪われて洗脳された兄に襲われている時、偶然に通り掛かった麻衣に結果的に助けられる。自身の兄が瀕死の重傷を負わせた麻衣のため、森の魔女から蘇生効果を持った「不死鳥の腕輪」を買ってきた。
ソルティー
とある町の賭博闘技場の闘士。仲間達と共に柔らか巻紙に執着している。柔らか巻紙を生み出すピチを巡って淳平と揉める。後にマルプルと契約を交わしたことで「エルフを狩るモノたち」の前に立ちはだかる。多数を相手にした淳平を一度は倒すもセルシアに対する想いで復活した淳平に一撃で倒される。
ドロテーア
呪術師であるエルフの女性。妹エルフであるために淳平に脱がされたことで彼に「誰かに口づけされないと100年眠り続ける」呪いをかける。呪術師であることと黒一色の格好から孤立していたが、淳平の何気無い一言で自分を敬遠していた女エルフ達が改心した姿を見て、淳平の呪いを解くために彼に口づけをしようとした。だが、律子によって阻止されてピチが淳平の呪いを解いた。
ベル
召喚魔法が使えなければ、一人前と認めてもらえない掟が存在する村に住むエルフの少年。召喚魔法が成功せず、呪文を唱え終わった際に偶然、空から落ちてきたセルシアを自分の召喚魔鳥と思い込む。セルシアの口車で彼女と師弟関係を結ぶ様になる。ロッタが淳平達の再召喚に失敗した際、セルシアを異世界から召喚する。
キュクロプス
ベルの村を襲った3体のキュクロプス。3体共、小心者であるが善良な性格の持ち主である。物語の勇者に憧れて勇気を欲していた処をマルプルに契約を持ち掛けられる。港町マクブールに向っている時、ついでにベルの村を襲っている際、ベルに召喚されたセルシアに倒されて洗脳を解かれる。後に自分で勇気を出してリヴァイアサンに立ち向かう。
知らない男(仮)
麻衣に酷似した容姿のエルフ「ミルフィーナ」を襲った黒い肌で筋肉質で大柄な体躯をしたエルフの男性（ダークエルフと思われる）。本名不明。正体は小柄な少年で体型に対するコンプレックスからマルプルと契約を交わした様である。イアン同様に善良な性格で淳平に叩きのめされて正気に戻った直後、洗脳されていた時の己の行為を恥じた。イアンやキュクロプスと一緒にリヴァイアサンに立ち向う。リヴァイアサンが倒された後、ミルフィーナに謝罪するために彼女の家に向っている。
タリストン
港町マクブールに妹に一緒に住んでいる漁師の青年。自身の誕生日に上記の知らない男(仮)に妹を襲われている場面で淳平達に助けられる。追体験の儀式を物ともせず、リヴァイアサンを倒すためにソリン諸島に向おうとする「エルフを狩るものたち」の姿に惹かれて彼らを自身の船でソリン諸島に送る。
ナノカ
タリストンの妹。呪文のかけらを持っていたため、兄の誕生日に上記の知らない男(仮)に襲われている場面で淳平達に助けられる。料理は苦手だが、兄の誕生日に懸命に勉強して御馳走（淳平曰く「ハヤシライス」）を作った。
長老
港町マクブールの長老をしているエルフの老年男性。3000年前のリヴァイアサン襲撃での生き残り。隻眼で両手足も一つずつ失っている。リヴァイアサンの恐怖を教えるため、「エルフを狩るものたち」に追体験の儀式を行わせた。
マルプル
呪文のかけらを集めている女性。上半身がグラマラスな生身の肉体、下半身が人形というハーフエルフ。語尾に「ん」を付けることが多い。願いを叶える代わりに「人を思う気持ち」を多くの人物から奪って洗脳、暴力的な手段で妹エルフの脱がして裸を点検させている。呪文のかけらを奪って完全な生身の肉体を得ることと淳平達を召喚したロッタを殺すことを目的としている。
元々は妹を死を受け入れられない人形師の男性「マッシュ」によって彼の妹をモデルに創られた人形。ソリン諸島の噂を聞いたマッシュと海を渡っている時に黒幕に襲われてマッシュの命を奪われる。上半身を生身にされた後に契約を持ちかけられ、それに応じたことで「人を思う気持ち」を奪われて洗脳されてしまう。本来は「兄」であるマッシュを始めとした人々を思い遣ることが出来る優しい心根の持ち主。リヴァイアサンに身体を乗っ取られるが、最後まで抗った後にリヴァイアサンに破壊される。破壊後、マッシュの魂と再会、淳平によって弱体化したリヴァイアサンを自らが呼び寄せたクジラに食わせてリヴァイアサンを消滅させる。
リヴァイアサン
3000年前に港町マクブールを襲い、「女神」と呼ばれる存在と相打ちになってソリン諸島に封印された不死身の怪物。細心かつ卑劣な性格の持ち主。マルプルから「人を思う気持ち」を奪って彼女を洗脳した黒幕である。自身の肉体を分裂させ、目玉に翼と尻尾が生えた生物の姿でマルプルに従う振りをして呪文のかけらを集めていた。その姿の際、マルプルから「クロちゃん」と呼ばれている。フジツボらしき物体で相手を覆わせて攻撃する技を使用する。陸上に住む生物全てに嫉妬しており、それから生じる怒りで彼らを攻撃している。「妹」であるために異世界人である「エルフを狩るモノたち」を恐れており、エルディーナから彼らを追い出す目的で呪文のかけらを集めていた。同時に彼らを召喚したロッタを目障りに思っており、彼女の命を狙っている。正体はウミヘビであり、妬みや嫉みで変化していた。“化けの皮”を淳平に脱がされて上述の姿へと正体を現すと同時に力のほとんどを失う。その後、ロッタ達に命乞いをし、それに応じた彼女を噛み殺そうとしたが、彼女の兄に蹴り飛ばされると同時に淳平にロッタの兄ごと海へ蹴り飛ばされる。そして、上記の様に海の中でマッシュとマルプルによって引導を渡される。
ゴッド・シスター
豪胆な性格と優れた洞察力を持った「偉大なる妹」と呼ばれる老婆。武器あり魔法ありの総合格闘トーナメント「世界妹コンテスト」の主催者。『兄』ギルドの定例会で近くに来ていた兄と50年ぶりに再会、その成長を称えられる。
ジャミラ
「世界妹コンテスト」の出場者。筋骨隆々とした体躯をした女エルフで「鋼の妹」という異名を持つ実力者。呪文のかけらの持ち主。麻衣と決勝戦で戦う。麻衣の脱がす魔法に頼った試合が退屈で居眠りを始めた淳平の関心を得るため、魔法を封じて自分に立ち向う彼女に「兄に自分を見て欲しくて格闘技を始めた幼い日の自分」を重ねる。
サム
すぐに「死ね」と言うエルフの男性。些細なことでエルフ、物問わずに「死ね」と言うために村民達に疎まれている。麻衣が購入した「逆転シール」が額に貼られたことが原因で落ち込んでいる淳平達を結果的に励まし、彼らから感謝されたことで嬉しさを感じる様になる。落ち込んでいる愛理を励まそうとしたが、「逆転シール」のせいで「死ね」と言ってしまい、怒った淳平に叩きのめされる。「逆転シール」が剥がれ、怪我を負って倒れる処を村民達に「生きろ」と懸命に励まされたことで自分の気持ちに素直になり、彼らに感謝と謝罪を述べる。
ネロ、ビアンキ
「物欲領主」の重税に苦しむ町に住んでいる二匹の猫。町の住民達の人気者で彼らから名前を付けられており、ネロは美しい毛並みの黒猫でオス、ビアンキは美しい毛並みの白猫でメスでネロとは恋人同士である。ちなみに町の住民達は「ネコ」という動物であることを淳平達に教えられるまで知らなかった。ビアンキはミケに一目惚れされる。ネロは領主が「ネコ」を欲したことで町に「ネコ」を臨時徴収に来た兵士達からビアンキを守るために自ら捕らわれる賢く勇敢な性格の持ち主である。その姿を目の当たりにしたミケに助けられる。
リリア
サキュバスの美少女。自分の裸にしに来た「エルフを狩るモノたち」を自分の命を狙いに来た祓魔師と勘違いして淳平の「生命吸引（エナジードレイン）」で老人にした。セルシアの説得で誤解が解けるも自分の心臓を食べて不老不死になることを目的とする祓魔師の攻撃から淳平を庇って死亡する。だが、その夜に淳平は成長した彼女が訪ねて来る夢を見る。
ボナ
遠い南の島からファッションの最先端であるミルアーノにやって来たエルフの女性。長身でスラリとしたモデル体型の美女だが、円錐状に纏めた髪型とボディペイントという奇怪な格好をしている。結婚を控えた姉のためにボディペイントの勉強をする目的でミルアーノを訪れたが、その姿を奇異に思った住民達から迫害を受ける。
シャーリー・ウォルター
ミルアーノで大人気のファッションデザイナー。恰幅のいい体型をしたエルフの女性。ボナの容姿を気に入り、モデルとしてスカウトし、彼女に無理矢理に自分がデザインした服を着せようとする。当てた相手に服を着せる「ドレスアップ」の魔法を使用する。
メリンダ
異世界で珍しく宇宙や宇宙人の存在を信じて日夜研究しているエルフの女性。呪文のかけらで奇怪な姿になり、自暴自棄になったセルシアのデマカセで彼女のことをガラパゴス星からやって来たイグアナゴンと思い込む。
アッシュ
リヴァイアサンの兄。人間の姿で麻衣に近づいたが、その正体は三つ目で象の頭をした怪物。妹に対する抑止力として「エルフを狩るモノたち」に永遠にエルディーナにいて欲しいと望んでいる。だが、エルディーナに人間が存在しない為に人間がエルフよりも遥かに短命である事を知らなかった。

### アニメオリジナルキャラクター
ジャッジ
声 - 立木文彦
エルフの男性で、エルフを監視する機関である査問委員会の一員。エルフの長であるセルシアが淳平たちエルフを狩るモノたちに協力していることを知り、彼らの逮捕に動いた。冷静で狡猾な手段を選ぶ男で、「ミラージュゴーレム」と呼ばれる、相手と容姿はおろか能力までコピーできるゴーレムを用いて、淳平たちを敗北に陥れた。裁判では脱がされたエルフを呼んで淳平たちを有罪にするよう画策した。淳平たちが無罪放免になった後は彼らの監視役になり、査問委員の側でも呪文のかけらを調査していたがエルフたちからの苦情が絶えないことに業を煮やし、呪文のかけらを捜索する権限を賭けて用意周到に罠を仕掛けた上で淳平たちに勝負を提案するも、愛理の策による逆転劇で敗北した。
裁判長
声 - 水原リン
エルフの女性で、査問委員会に所属する裁判長。「エルフを狩るモノたち」裁判ではある事態を憂慮した上で、司法取引により淳平たちを無罪放免にする。呪文のかけらの持ち主。再び呪文のかけらが世界中に散った後、淳平たちに公認の許可証を与えたが、それ自体はエルフに対して強制ではなくあくまで協力を申し込む程度の効果であり、あまりその効果が芳しいものではなかったために淳平から「役立たずの免罪符」と扱われてしまった。
ギルド
声 - 成田剣
エルフの男性で、査問委員会の執行官。誠実な印象。セルシアとエルフを狩るモノたちの逮捕のためにセルシアの神殿に乗り込み、アネットらを拘束した。
アンディ
声 - 子安武人
エミリィの住む町の自警団に所属する青年。エミリィの身を案じている。
ブランコ
声 - 瀧本富士子
アンディの弟。海賊たちの手で人質にされていたが、淳平たちに救出された。
レイピア
声 - 高山みなみ
エルフの女性で、流れの格闘家。戦いにおいて容赦なく、それを見かねた師匠に「千の呪縛」と呼ばれる呪いをかけられ、1000人の相手に連続して勝利を得なければ背中に刻まれてカウントされた数字を消すことができなくなってしまった。同じ格闘家として感じるもののあった淳平と出会い、1000人目の相手として淳平と勝負することになる。その末に敗北するが、格闘家として真理を見出したことで呪いから解放された。
エミー
とある湖畔の街を徘徊する幽霊エルフの少女。幽霊でありながら悲壮感や怨念と言ったものが全く感じられない能天気な性格。生身の人間では触れることが出来ないため、セルシアの魔法で幽体離脱して追いかけ回し、疲れた彼女が入った米屋で追いつめたが、呪文のかけらはなかった。
ロミナ
とある湖畔の街のシスター。幽体離脱して仮死状態だった淳平たち3人を弔うため火葬に掛けようとした。自らの身体を取り戻すために物体に憑依した淳平たちを悪霊と勘違いするなど、善良ではあるがズレた人。淳平たちが何とか身体を取り戻した際に頭巾が取れてエルフだったことが判明、怒りの淳平に問答無用で剥ぎ取られた。
ちなみにセルシアは犬の姿だったため発見した宿屋の主人の手で宿の裏庭に埋められていた。
コリーナ
声 - 荒木香恵
愛理がブティックでのアルバイト中に出会った花売りの少女。田舎言葉で話す。かつて一目ぼれした王子に会おうと舞踏会に参加するためにダンスを練習しており、愛理から教えてもらうことになる。実はエルフで、そのことに気付いた愛理は彼女の思いと自分たちの目的の狭間で揺れてしまう。舞踏会に参り、その直後に城に乗り込んできた淳平に脱がされて怒鳴った際に王子に気付かれ、ダンスを申し込まれた。
レナ・オニール
声 - 浅川悠
盗賊風の女性で、お宝を狙っていたところで「エルフを狩るモノたち」を見付け、彼らに隠れてこっそりと74式戦車の底に張り付いて厳戒態勢だった街に侵入する。実はエルフで、正体がバレた直後に淳平に脱がされた。
レジーナ
声 - 熊谷ニーナ
エルフの女性で、ツリータウンの巫女。町で封印されていた伝説の魔道師の復活を阻止するために、異世界人である淳平たちを生贄にしようとしたが失敗に終わる。伝説の魔道師が復活したことで、今度は淳平たちに封印の手助けを求める。後に原作で同名のキャラが登場するが、アニメとは何の関係のない全くの別人である。
ビザール
声 - 松井菜桜子
エルフの女性。
伝説の魔術師（でんせつのまじゅつし）
声 - 南央美
ツリータウンで封印されていた魔術師。外見は小坊主の子供が巨大化したもの。強大な魔力を持つが子供の性格そのままに無知かつ無邪気で、人々の被害に構わず町を壊していたことで封印されていたが封印が解けて再び現れた。淳平たちの協力で封印まであと一歩のところであったが、完全に封印しきれずに木の化け物の姿に変貌する。しかし正夢枕の力で巨大化したピチに食べられてしまい、巨大なトイレットペーパーとして排泄された。

## エルフの種族
作品内に登場するエルフは基本的には長くとがった耳を持ち、人間よりも潜在的に魔力を持つ。普通の人間の約10倍の寿命を持つ者もいれば、混血などで普通の人間と寿命が変わらない者もいる。広い意味で人間タイプではあるが、植物や精霊の一種のエルフも存在する。
コモンエルフ
作品内にて最も多く登場するエルフ。カーマガン地方における長はセルシア・マリクレール。コモンはcommon（=普通の）を意味する。文字通り、耳が長いこと以外は身体的特徴が人間とほとんど変わらない「普通の」エルフである。
ハーフエルフ
混血により、人間の血が混ざったエルフ。一般的にはコモンエルフと人間との混血を指す。一般のエルフよりも尖り耳の長さが短く、寿命も人間と変わらないため、人間との見分けを付けるのがさらに難しくなっている。作中ではアンジェが登場。
ダークエルフ
エルフの一種。肌が褐色であるということ以外はコモンエルフと変わらない。作品内ではガーベラのみが登場する。
マンドラゴラエルフ
声 - 増田ゆき
頭から花の生えた小人のように小さなエルフ。引き抜いた者は死ぬと言われているマンドラゴラ伝説（実は単なるデマで、引き抜いても死にはしない）の正体であり、普段は頭についている花だけを出して、根っこに相当する体を地中に潜らせて眠っている。水や酒などの液体を体につけることで、体内に吸収するという植物的な特徴も持ち合わせている。排他的かつ凶暴で、不用意に引き抜いた者を容赦なく制裁するほか、小柄な割りに力があり、ビンタ一発で淳平を張り倒してしまうほど。一方で子供のように無邪気で単純な性格のため、同じように頭に花をつけただけで簡単に仲間だと勘違いするなど、頭はあまり良くない。この中の1人に、呪文のかけらが張り付いていた。原作では裸同然の姿だが、アニメでは緑色のタイツのようなものを身にまとっていた。
人魚エルフ
海を生きる場所とするエルフ。人魚のため、下半身は魚の尾びれになっている。アニメでは尾びれが着脱可能で、その下は人間のように素足がある。
雪エルフ
雪女のエルフ版で、雪山の精霊。自らの意志とは関係なく、触れたものならたとえ温泉でも火山でもあろうと、何でも瞬時に凍らせてしまう能力を持つ。作中に登場したのは少女の姿をした雪エルフで、名称不明。雪山にいたゆえに水泳に興味を持ち、淳平にコーチしてもらうことを頼んだ。
ハイランドエルフ
他の種族や周辺国との関係を拒む、孤高のエルフ族。族長はマグナ。獣の血が混ざっているのか、耳の先が他のエルフと異なり、毛でふっさりとした感がある。キングのように、肉体の一部を獣化させる者もいる。テーブルロックと呼ばれる場所の地下に生活空間を造り、一族は全員そこで暮らしている。自給に乏しいためか他国の援助に頼ることが多く、時には略奪行為をも働くため、他国の不興を買った挙句に援助制裁を食らってもなお、「奪われるほうが悪い」という考えが強い。それもあってか男性エルフには粗暴な印象の者が目立つ。

## 世界設定
作中における世界は、作品の主たる舞台となる「異世界」と、淳平たちの故郷である「日本」の2つに大別される。『2』で「精霊界エルディーナ」が追加される。

### 異世界
作品の舞台となる、いわゆる「剣と魔法の世界」。人間だけでなく、セルシアのようなエルフや亜族が暮らしている。日本と違い、食物の見た目と味が異なることが多い。通貨の単位はG（ゴールド）。天文学においては天動説が採られている。
ビレ
商業都市の1つで、様々な人種が入れ替わり立ち替わりしている。淳平たちはこの街でセルシアと合流する。2度目に訪れた時にルファードに狙われ、呪文のかけらを強奪されてしまう。街の付近にはガーベラが暮らす森がある。
カーマガン地方
セルシアが領主として治める地域。セルシアは「エルフを狩るモノたち」として旅に出る前に全権を議会に委任している。「リターンズ」によるとカディアナ王国という国で国王を中心にしてコモンエルフ以外にケンタウロスや翼人、リザードマンを含めた主要七種族という族長会議が行われている。
大会都市（たいかいとし）
「美術館経営大会」など、いつも何らかの大会を開いている街。正式名称は不明。大会の優勝賞金は100万Gもの大金が与えられる。
海釣り公園（うみづりこうえん）
異世界で最も厳しい監視で知られる、釣りが中心の公園。監視員はパワードスーツのような鎧をまとっており、海に潜るなどの違反行為を働いた者には容赦なく高額の罰金を要求する。この付近に、人魚エルフの拠点に繋がるゲートが存在する。
マーサ天文台
ブルーノが所有する、岩山の上に存在する天文台。外見は要塞を思わせる。
シャボン
「浄化の女神に守護された洗剤発祥の聖地」と呼ばれ、どんな汚れも洗い流す奇跡の洗浄都市。町中に洗剤が数多く揃っている。月に1度、汚れ落としの女神様が現れ、独断で選んだ1名の汚れた者を綺麗にする。
エルフの国
女性エルフのみで構成された、人口5000人の小国。王女はリリー。占いの結果で巨大彗星が衝突すると信じるなど、迷信を信じる傾向がある。
テーブルロック
名前の通り、テーブルを思わせるような岩山で、その地下にはハイランドエルフ族が暮らしている。『リターンズ』では族長のマグナは岩の上に神保町の街を丸ごと召喚している。

### 日本
淳平・愛理・律子の故郷であり、彼ら3人が還ることを望む世界。なお、「日本」は普通は地名ではあるが、作中では「異世界」から見ての、もう1つの世界（の一部）として扱っている。
神保町
『リターンズ』での舞台。淳平曰く「カレーの街」で、カレーの名店が多く立ち並んでいる。ハイランドエルフ族の長・マグナはこの街を丸ごと召喚する。
東京タワー
呪文のかけらを揃えて日本に還ることに成功した淳平たちが到着した場所。大展望台の屋根の上に異世界へと通じる扉が設置されている。
しかし『リターンズ』ではハイランドエルフ族のキングに侵入された際に扉が破壊され、通行不可になる出来事が起きている。
小説では「エルフを狩るモノたち」の裁判の最中に日本との融合による影響から異世界に召喚されて降ってきて、その混乱に乗じて淳平たちがタワーの内部に逃げ出した。

### 精霊界エルディーナ
『2』の舞台となる新たな異世界。セルシアが住む「異世界」と違ってほとんどの住民がエルフ族であり、他は獣人を始めとした亜族で構成されている。今の所、人間は登場していない。
ウォーターバブル王国
麻衣を加えた「エルフを狩るモノたち」を召喚したエルフの女性「ロッタ」が女王を務める国。より残念な思いをしている者が王座に就くという風習があり、自分にとって残念な話をすると思考が映し出された水の泡が発生する魔法の水瓶を使った「残念くらべ」で次期国王を決める。闇の軍勢に「残念くらべ」を挑まれたロッタは、先代国王である兄を召喚しようとして「エルフを狩るモノたち」と麻衣を召喚してしまう。
鉄壁都市
石造りの壁を鉄板で覆った強固な城壁で囲まれた人口一万の大都市。現市長の政策で妹を生まれた端から追放している。都市全体に生まれた妹に頭上に妹マークが表示される呪いがかけられている。
港町マグブール
3000年前に不死身の怪物「リヴァイアサン」に襲われたことがあり、それ以降、20歳の儀式としてリヴァイアサンの鱗に触れて当時の出来事を追体験するという風習が存在する。
ソリン諸島
不死身の怪物「リヴァイアサン」が封印されている島。「封印の剣」という巨大な剣が島に刺さっているのが特徴。3000年という時間の経過によって封印が劣化しており、リヴァイアサンの魔力が滲み出ている。それを目当てに様々な魔導師や錬金術師が内緒で出入りしている。

## 用語
呪文のかけら（じゅもんのかけら）
淳平たちが日本に還るための儀式が失敗した際、必要な送元呪文が5つに分裂して飛び散ったもの。古代語で書かれた呪文の書を現代語へ変換する必要があったために、セルシアが自分の体に呪文を移植する儀式を必要としたことから、散ったかけらはセルシアと同じ波長を持つエルフの肌へと張り付いてしまい、淳平たちはそれを確認し、回収するためにエルフを脱がしていくことになる。呪文を言語変換する際に暴走してしまったため、黒ブチの円を始めとした様々な形の記号で表されている。
動物に変身した状態のセルシアが呪文のかけらを回収すると、かけらが障害となってしまい元の姿に戻れなくなってしまう。さらに、呪文のかけらの形や張り付いた場所によって顔の印象がおかしなものに変わってしまう場合もあり（犬の姿ならブチ犬、そしてヒゲ犬となり、アホウドリの姿だと妙に男っぽい顔つきになってしまうなど）、これがセルシアにとって悲劇(?)の元となってしまう。
回収した呪文のかけらは魔法によって放棄することも可能である。
とある事情で呪文のかけらが花火のように飛び散ったことがあったが、一時的に変形しただけなので総数は5個のままであった。ただしアニメでは、淳平たちを日本に帰す儀式の失敗によりさらに分裂し、第2期にて総計1025個となった。
アニメでは、感動することで肌の表面に現れるかけらを持つエルフが登場する。
変身指輪（へんしんゆびわ）
セルシアが所有するマジックアイテムの一つ。動物や別人のエルフなどに変身することが可能。セルシアはこれによって犬や猿、アホウドリに変身したが、その姿のまま呪文のかけらを回収してしまったので元の姿に戻ることができず、しばらくの間、動物の姿を強いられることになる。
カレーライス
淳平の大好物であり、異世界においてなぜか存在しない食べ物。
本格連載前の読みきり短編で、アネットが使用した召喚魔法によって呼び出した日本の物にカレーが混ざっており、以後捜索の結果回収したものをアネットが淳平のために届けようとするものの、その時の事情から運悪く食べることができなかった。
アニメの第1期第11話では異世界と日本の双方の世界の融合による影響で、異世界でありながらカレーが食べられる事態が起きた。ただし、以降の第2期ではカレーが発見されていない。
異世界ではサクランボがカレーの味をしているため、小説版ではそれらを用いて見た目の異なる、味がカレーライスの食べ物を作っている。
『完全アニメファンブック』の書き下ろしコミックでは、淳平が人を石化させるコカトリスを鶏肉代わりにチキンカレーを作ろうと試みるエピソードが描かれたが失敗している。異世界ではカレー粉に必要なスパイス「ターメリック」「コリアンダー」「クミン」の代用品として使ったのが医薬品の原料であったり、香辛料系の草や実、根は魔法的な効果を発揮する媒介になっている。このスパイスの代用品として使った魔法薬に蘇生効果があったため、ぶつ切りにされて煮込まれていたコカトリスはカレー色の姿で復活し、人をカレーに変える化物になってしまった。
『リターンズ』ではマグナがセルシアから受けた援助物資に入っていたカレー粉に魔力が含まれていることに気付き、「カレーの街」である神保町を丸ごと召喚し、回収したカレーを用いた独自の破壊魔法「ヒガデルカレー（カレーの辛さと食べた者の口の大きさに比例して破壊力が増大する火炎放射魔法）」を編み出す。事件解決後も、ハイランドエルフは色々な意味でこの食べ物と密接に関わることとなる。
また、異世界では名前や外観がカレーにそっくりな食べ物が存在する。
ガリーライス
宿の料理長のガリーが独自に作った食べ物。外観や香りはカレーライスそっくりだが、味はイチゴジャムそのもの。食べた淳平は怒りのあまり、ガリーに制裁を加えた。
ポークカレー
『完全アニメファンブック』の書き下ろしコミックにおいて淳平の回想で登場。とある食堂のメニューに聞きつけて注文するが、出てきたのは「ブタのような顔の付いた魚（カレイ）の料理」だった。
ウコンライス
異世界の3大珍味の1つで、外観や名前に難ありの声も。カレーのスパイスに使用されるウコンの名を冠してはいるがどんな味かは不明で、人によって好みが激しいらしく、淳平にとっては口直しを要求するほどの味だった。
74式戦車（ななよんしきせんしゃ）
セルシアの召喚魔法によって、淳平たちと一緒に召喚された戦車。異世界を旅して回る「エルフを狩るモノたち」の移動手段となる。装備されている戦車砲でゴーレムを吹き飛ばすなど、戦闘においても強力である。燃費が悪く、道中にエンストを起こして放棄案も挙がったが、ミケが憑依してからは燃料を必要としなくなる。アニメでは「ガソリンの実」なる果実のようなものが存在し、皮を剥いて強い力で握り絞るとガソリンが絞り出てくる。
ピチカート
異世界でも未知の異次元生物で、手乗りサイズの白熊のような小動物。「ンー」と鳴く。植物を食べて腹の中で消化し、柔らか巻き紙として尻から排泄する能力がある。生息地である「紙の山」は柔らか巻き紙の産地として知られている。気に入った柔らかいものならところ構わず尻をなすりつける習性を持つ。
柔らか巻紙（やわらかまきがみ）
異世界におけるトイレットペーパーのこと。異世界では高価なために王族のような身分の良い者にしか使用されず、普通は海綿や、なぜかメガネなどを代用しているようである。愛理はこのことが話題に挙がるたびに「メガネをどう使うのか」と疑問を呈しているが、明確な回答はされていない。
モールド
別名は「命の鋳型」。異世界における生命体に存在する肉体と魂を結ぶ役割を果たす「結合力」を示すもので、それを研究した結果、肉体や魂全ての設計図であることが判明している。人間だけでなく動物や植物にも存在し、複雑でかつ秩序正しい構造のため、完全同一のモールドは存在しない。そのため、セルシアからの説明を聞いた愛理は「遺伝子」と例えた。
ドーンはそれを研究し、操作することを可能にした。ただし、モールドは異世界にしか証明されないもので、淳平・愛理・律子の別世界からの人間やピチのような異次元生物にはモールドが存在しない（もしくはモールドに関する技術では認識できない）。
モールド・クリニック
ドーンがモールド研究のために健康術と称し、人々から毛髪を集めるために作った組織。ドーンは「グランベル」の偽名で表向きは名誉会長として動いており、組織の末端の人間はドーンの正体を知らなかった様子である。
悲しい時に飲むスープ
レストラン「すずらん亭」の主・ソニアに頼まれてセルシアが再現したマジックメニュー。文字通り、飲むと直近の記憶を一時的に忘却する効果があるが、飲み過ぎると一時的にとはいえ「自分が誰なのかも忘れてしまう」という危険なメニュー。
正夢枕（まさゆめまくら）
伝説のマジックアイテムの一つで、この枕で眠ると、見る夢が現実になって現れる。眠るときの感情によって、火山の噴火や逃げ場のない断崖絶壁の状況に追われてしまう。
アニメ第2期では終盤におけるキーアイテムとなる。
クイダ・オーレ
異世界に存在する巨大ゴーレム。治安維持を目的とする巨大プロジェクトとして開発が進められていた。外見はくいだおれ人形と酷似している。スタッフとして紛れ込んだルファードがエルフを狩るモノたちを撃退しようとクイダ・オーレに乗りこんだが操縦ミスにより大破してしまい、そのためにルファードは全世界で指名手配される羽目になる。

## 書誌情報

### 単行本
- 矢上裕 『エルフを狩るモノたち』 メディアワークス〈電撃コミックス〉、全21巻
  1. 1995年7月15日発行 ISBN 4-07-303172-4
  2. 1995年11月15日発行 ISBN 4-07-303829-X
  3. 1996年3月15日発行 ISBN 4-07-304214-9
  4. 1996年9月15日発行 ISBN 4-07-305076-1
  5. 1997年1月15日発行 ISBN 4-07-305484-8
  6. 1997年6月15日発行 ISBN 4-07-306325-1
  7. 1997年10月15日発行 ISBN 4-07-307017-7
  8. 1998年1月15日発行 ISBN 4-07-307661-2
  9. 1998年5月15日発行 ISBN 4-07-308703-7
  10. 1998年11月15日発行 ISBN 4-07-310137-4
  11. 1999年2月15日発行 ISBN 4-07-310982-0 - 『月刊電撃コミックガオ!』未掲載の長編を収録
  12. 1999年4月15日発行 ISBN 4-07-311473-5
  13. 1999年9月15日発行 ISBN 4-8402-1273-2
  14. 2000年1月15日発行 ISBN 4-8402-1400-X
  15. 2000年7月15日発行 ISBN 4-8402-1590-1
  16. 2001年1月15日発行 ISBN 4-8402-1731-9
  17. 2001年7月15日発行 ISBN 4-8402-1872-2
  18. 2002年1月15日発行 ISBN 4-8402-2018-2
  19. 2002年7月15日発行 ISBN 4-8402-2134-0
  20. 2003年1月15日発行 ISBN 4-8402-2281-9
  21. 2003年4月15日発行 ISBN 4-8402-2345-9
- 矢上裕 『エルフを狩るモノたちDX』 メディアワークス〈電撃コミックス〉、単巻
  1. 1996年6月15日発行 ISBN 4-07-304705-1 - 『エルフを狩るモノたち』本編前の読み切り短編を収録
- 矢上裕 『エルフを狩るモノたちリターンズ』 メディアワークス〈電撃コミックス〉、全1巻
  1. 2008年3月15日発行 ISBN 978-4-8402-4217-2
- 矢上裕 『エルフを狩るモノたち2』 ほるぷ出版〈メテオCOMICS〉、全10巻
  1. 2013年5月20日発行 ISBN 978-4-593-85729-6
  2. 2013年11月12日発行 ISBN 978-4-593-85729-6
  3. 2014年6月20日発行 ISBN 978-4-593-85781-4
  4. 2014年12月12日発行 ISBN 978-4-593-85797-5
  5. 2015年6月12日発行 ISBN 978-4-593-85808-8
  6. 2015年12月10日発行 ISBN 978-4-593-85822-4
  7. 2016年5月11日発行 ISBN 978-4-593-85834-7
  8. 2016年10月8日発行 ISBN 978-4-593-85845-3
  9. 2017年5月12日発行 ISBN 978-4-593-85860-6
  10. 2018年1月12日発売 ISBN 978-4-593-85876-7

### 完全アニメファンブック
- 『エルフを狩るモノたち 完全アニメファンブック〜大盛辛口編〜』（1997年6月15日発行、ISBN 4-07-304728-0）
  - 第1期の内容を扱っており、書き下ろしコミックも掲載されている。

### 小説
- 『エルフを狩るモノたち』（1998年7月25日発行、ISBN 4-07-309217-0）
  - アニメ版シリーズ構成担当のあみやまさはるによるノベライズ。電撃文庫より発行。単巻。アニメ版第1期のラスト2話を中心に書かれ、クライマックスは大きく加筆修正されている。

## テレビアニメ
第1期は1996年10月3日から同年12月19日までテレビ東京にて放送（のちにIBC岩手放送でも放送）。全12話。
第2期は『エルフを狩るモノたちII(セカンド)』というタイトルで1997年10月1日から同年12月24日まで放送。全12話。
次回予告の締め台詞は、第1期では「来週も起きてろよ」（淳平）、「来週も起きててね」（愛理・律子・セルシア）。第2期では「お代わり、もう一杯！」。

### スタッフ
- 原作 - 矢上裕
- 監督 - 片山一良（第1期）→福冨博（第2期）
- シリーズ構成 - あみやまさはる
- キャラクターデザイン - 後藤圭二
- 設定デザイン - 長野伸明（第1期）
- 美術監督 - 古谷彰（第1期）→丸森俊昭（第2期）
- 色彩設計 - 松浦恵理子（第1期）→今泉ひろみ（第2期）
- 撮影監督 - 池上元秋（第1期）→吉田光伸（第2期）
- 編集 - 古川雅士
- 音楽 - 堤秀樹（第1期）→堤秀樹、横山剛（第2期）
- 音響監督 - 明田川進
- プロデューサー - 財前健一郎、大西敏樹
- アニメーション制作 - グループ・タック
- 製作 - アミューズ、Project E2（第2期）

### 主題歌
エルフを狩るモノたち
オープニングテーマ「Angel Blue」
作詞・歌 - 浜崎直子 / 作曲・編曲 - 桐生千弘
エンディングテーマ「天才は最後にやってくる」
作詞 - 只野菜摘 / 作曲・編曲 - 堤秀樹 / 歌 - 浜崎直子

エルフを狩るモノたちII
オープニングテーマ「Round11」
作詞・歌 - 浜崎直子 / 作曲・編曲 - 桐生千弘
エンディングテーマ「奇跡の向こう側へ」
作詞・歌 - 浜崎直子 / 作曲・編曲 - 堤秀樹

### 各話リスト
「放送日」はテレビ東京での放送時による。
| 話数                   | サブタイトル                 | 脚本                 | 絵コンテ             | 演出                 | 作画監督             | 放送日               |
| エルフを狩るモノたち   | エルフを狩るモノたち         | エルフを狩るモノたち | エルフを狩るモノたち | エルフを狩るモノたち | エルフを狩るモノたち | エルフを狩るモノたち |
| ---------------------- | ---------------------------- | -------------------- | -------------------- | -------------------- | -------------------- | -------------------- |
| 1                      | 来襲! エルフを狩るモノたち   | あみやまさはる       | 片山一良             | 織田美浩             | 長野伸明             | 1996年 10月3日       |
| 2                      | 誕生! 無敵のパーティー       | 久保田雅史           | 小村敏明             | 小村敏明             | 木下勇喜             | 10月10日             |
| 3                      | 選択! 赤と青の秘薬           | 山田靖智             | 阿部雅司             | 阿部雅司             | しまだひであき       | 10月17日             |
| 4                      | 必殺! 1000人目をねらえ       | あみやまさはる       | 石山タカ明           | 大野和寿             | 平山英嗣             | 10月24日             |
| 5                      | 追加! 五番目の仲魔           | 山田靖智             | 岡崎幸男             | 岡崎幸男             | 山崎展義 星野浩一    | 10月31日             |
| 6                      | 戦慄! 史上最悪の呪文         | 久保田雅史           | 織田美浩             | 織田美浩             | 本橋秀之             | 11月7日              |
| 7                      | 恐怖! お花畑でつかまえて     | あみやまさはる       | 小村敏明             | 小村敏明             | 木下勇喜             | 11月14日             |
| 8                      | 臨終? あの世の果てまでも     | 久保田雅史           | 阿部雅司             | 阿部雅司             | しまだひであき       | 11月21日             |
| 9                      | 感動! 君よ美しく舞え         | 山田靖智             | 石山タカ明           | 大野和寿             | 平山英嗣             | 11月28日             |
| 10                     | 悲劇! 脱ぎたいエルフ         | 山田靖智             | 焼津半次             | 岡崎幸男             | 山崎展義             | 12月5日              |
| 11                     | 逆襲! お前たちに明日はない   | あみやまさはる       | 小村敏明             | 織田美浩             | 本橋秀之             | 12月12日             |
| 12                     | そしてエルフを狩るモノたち   | あみやまさはる       | 片山一良             | 片山一良             | 後藤圭二             | 12月19日             |
| エルフを狩るモノたちII |                              |                      |                      |                      |                      |                      |
| 1                      | エルフを釣るモノたち         | あみやまさはる       | 福冨博               | 福冨博               | 宗崎暢芳             | 1997年 10月1日       |
| 2                      | フキたいモノたち             | 久保田雅史           | 森脇真琴             | 中島弘明             | 近藤優次             | 10月8日              |
| 3                      | 呪われたっケ?モノたち        | 植竹須美男           | 太田博光             | 太田博光             | 原田峰文             | 10月15日             |
| 4                      | 天と地を操るモノたち         | 山田靖智             | 大原実               | 大原実               | 宇津木勇             | 10月22日             |
| 5                      | マメにはまるモノたち         | 植竹須美男           | 飯島正勝             | 飯島正勝             | 宗崎暢芳             | 10月29日             |
| 6                      | 騙されるモノたち             | 山田靖智             | 葛谷直行             | 中島弘明             | 近藤優次             | 11月5日              |
| 7                      | ウルフを狩るモノたち         | 久保田雅史           | 太田博光             | 太田博光             | 原田峰文             | 11月12日             |
| 8                      | 時にはエルフを守るモノたち   | 植竹須美男           | 秦義人               | 秦義人               | 宇津木勇             | 11月19日             |
| 9                      | ノエルを待つモノたち         | 山田靖智             | 飯島正勝             | 湖山禎崇             | 宗崎暢芳             | 11月26日             |
| 10                     | 主役を争うモノたち           | 久保田雅史           | 中島弘明             | 中島弘明             | 近藤優次             | 12月3日              |
| 11                     | 夢見るモノたち               | あみやまさはる       | 湖山禎崇             | 太田博光             | 原田峰文             | 12月10日             |
| 12                     | やっぱりエルフを狩るモノたち | あみやまさはる       | 新田義方             | 中野裕道             | 宗崎暢芳             | 12月24日             |

### ビデオ・LD・DVD
アミューズピクチャーズより発売。テレビ放送時の女性のヌードシーンの露出の度合いがやや多めに修正されている。
- ビデオ・LD版は1巻につき2話収録、第1期・第2期ともに各6巻で、計12巻。各巻にて特典映像を収録。
- DVD版は1巻につき4話収録、第1期・第2期共に各3巻で、計6巻。音声特典として第1期には英語の吹き替え版を、第2期にはキャラクターのセリフを除去したバージョンとなっている。DVD版の第2期第3巻にのみ、初回特典として新たに撮り起こした映像に加え、ビデオ・LD版の特典映像などが収録された特別賞与版のDVDが付加されていた。また、第1期全3巻購入特典として後藤圭二描き下ろしのDVD全巻収納可能のカートンボックスがプレゼントされた。

## ラジオドラマ
1996年にTBSラジオにおいて、ラジオドラマが放送された。
キャストはアニメ版とは異なっている。ドラマCDとして全3巻が発売されている。
原作：矢上裕
構成：あみやまさはる
脚本：あみやまさはる　山田健一　久保田雅史
演出：佐藤司
音楽：伊藤ヨシユキ
龍造寺淳平：辻谷耕史
小宮山愛理：久川綾
井上律子：山崎和佳奈
セルシア（ポチ）：冬馬由美
ナレーション：森川智之

## ゲーム
いずれもアルトロンより発売。
- エルフを狩るモノたち（セガサターン・1997年4月25日）
- エルフを狩るモノたち −完全版−（プレイステーション・1997年8月7日）
  - テレビアニメ第1期のアニメ映像を使用したムービーアドベンチャーゲーム。
- エルフを狩るモノたち −花札編−（プレイステーション・1997年8月28日）
- エルフを狩るモノたち −花札編−（セガサターン・1997年9月4日）
  - 花札勝負でエルフを脱がす脱衣ゲーム。PS版はファミ通クロスレビューでは7、5、6、6の24点[5]。レビュアーは花札が意外と本格的、ストーリー進行に花札する目的があるのがいい、脱衣ゲームと作品がマッチしているとした一方、勝敗が決まったときの台詞がうるさい、ストーリーはざっくりしていて静止画ばかり、対戦中の台詞をカットできず煩わしい、点数の高い役でアガったときの台詞がほしかったとした[5]。
- エルフを狩るモノたちII（セガサターン・1998年7月16日）
- エルフを狩るモノたちII（プレイステーション・1998年8月13日）
  - テレビアニメ第2期のアニメ映像を使用したムービーアドベンチャーゲーム。